# حنسر (ذمار)
حنسر هي إحدى قرى الجمهورية اليمنية. تتبع جغرافيا لمحافظة ذمار وإداريًا لمديرية عنس. يبلغ تعداد سكانها 1049 نسمة حسب الإحصاء الذي أجري عام 2004.